# Phillip Cocu
Phillip Cocu (ur. 29 października 1970 w Eindhoven) – holenderski piłkarz, który grał na pozycji pomocnika. 
Karierę piłkarską rozpoczynał w amatorskim klubie AFC '34. Swój pierwszy profesjonalny kontrakt podpisał w wieku 17 lat z drugoligowym wówczas klubem AZ Alkmaar. W klubie tym rozegrał w ciągu półtora roku 6 spotkań, zgłosili się po niego przedstawiciele Vitesse Arnhem. W latach 1996–2006 rozegrał 101 meczów w reprezentacji strzelając 10 goli.

## Kariera piłkarska

### Vitesse Arnhem
1990–1995 – Vitesse Arnhem – występy w tej drużynie rozpoczął bardzo pechowo, w pierwszym meczu przeciwko Sparcie Rotterdam złamał nogę. Do gry powrócił dopiero na ostatnie 8 gier tego sezonu.
Z Vitesse doszedł do trzeciej rundy Pucharu UEFA w sezonie 1992/1993, zostali wyeliminowani przez Real Madryt. W następnym roku zostali wyeliminowani przez Norwich City, a dwa lata później przez Parmę. W tym czasie zgłaszały się po niego AFC Ajax i Arsenal, ale cena proponowana przez działaczy Vitesse stanowiła sporą zaporę.

### PSV Eindhoven
1995 – 1998 – PSV Eindhoven – w ostatnim roku występów w Arnhem po piłkarza zgłosił się Feyenoord, ale namowy trenera PSV Dicka Advocaata okazały się bardziej skuteczne. Transfer ten pozwolił Cocu myśleć na poważnie o karierze reprezentacyjnej, ponieważ występując w Vitesse nie mógł zwrócić na siebie uwagi selekcjonera Holandii. W PSV grał z takimi zawodnikami jak Ronaldo, Luc Nilis, Jaap Stam i Boudewijn Zenden. W pierwszym sezonie występów zdobył z tym klubem Puchar Holandii, a w lidze zajął drugie miejsce. Debiut w reprezentacji nastąpił 24 kwietnia 1996 w meczu przeciwko Niemcom w Rotterdamie. Znalazł się w 22 osobowej kadrze na finały Mistrzostw Europy w Anglii w 1996 roku.
W następnym sezonie zdobył z PSV Mistrzostwo i Puchar Holandii, strzelając 12 bramek. W ostatnim sezonie występów w PSV 1997/1998 mimo dobrej gry, zespół miał sporo pecha i zakończył sezon na drugiej pozycji, a Puchar przegrał z Ajaxem. W finałach Mistrzostw Świata w 1998 roku po początkowo dobrych występach zespół Holandii zakwalifikował do półfinału, gdzie spotkał się z drużyną Brazylii. Pechowo zakończył się ten mecz dla Cocu, bowiem m.in. on nie wykorzystał rzutu karnego, gdy dogrywka nie przyniosła rozstrzygnięcia.

### FC Barcelona
1998 – 2004 – FC Barcelona – w pierwszym sezonie występów zdobywa z klubem Mistrzostwo Hiszpanii i strzela 12 bramek. Następne lata nie były już tak udane. Barcelona przegrywała wszystko co było do przegrania, mimo iż wielu piłkarzy opuszczało ten klub Cocu wytrzymał tutaj aż 6 lat. W tym czasie wystąpił w Mistrzostwach Europy w 2000, które były rozgrywane w Belgii i Holandii; i w 2004 roku w Portugalii.

### Powrót do PSV
2004 – 2007 – PSV Eindhoven – dopomógł zespołowi w wywalczeniu dubletu: Mistrzostwa i Pucharu Holandii, a w występach Ligi Mistrzów awansował z zespołem do półfinału.

### Al-Jazira Club
Latem 2007 Cocu wyjechał do Zjednoczonych Emiratów Arabskich i został piłkarzem klubu Al-Jazira Club. W 2008 roku zakończył tam karierę.

## Kariera reprezentacyjna
Cocu był bliski swojego międzynarodowego debiutu w 1994 roku. Trener Dick Advocaat umieścił go w 25-osobowym składzie tymczasowym na Mundial w USA ze względu na jego występy w Vitesse, ale ostatecznie nie znalazł się w drużynie. Zadebiutował w wieku 25 lat na początku 1996 roku w meczu pokazowym przeciwko Niemcom, gdy otrzymał powołanie od Guusa Hiddinka. Cocu strzelił swojego pierwszego gola w reprezentacji przeciwko Republiki Irlandii w czerwcu. Cocu został powołany na Euro 1996 przez Hiddinka. Wystąpił jako rezerwowy w dwóch meczach fazy grupowej i został włączony do pierwszej drużyny po przegranej ćwierćfinałowej z Francją. Dwa lata później holenderska drużyna zakwalifikowała się na Mundial we Francji, a Cocu zapewnił sobie miejsce jako pierwszy członek zespołu. Wystąpił we wszystkich meczach Mistrzostw Świata, strzelając w meczach fazy grupowej przeciwko Korei Południowej i Meksykowi. W półfinale przeciwko Brazylii, mecz zakończył się rzutami karnymi. Cocu wykonywał trzeciego karnego dla Holandii, ale jego strzał obronił Cláudio Taffarel. Holandia ostatecznie przegrała rzuty karne (4:2).
Cocu i Holandia byli obecni na Euro 2000 po automatycznym zakwalifikowaniu się jako gospodarz. Holendrzy, z Cocu występującym we wszystkich spotkaniach, wygrali wszystkie mecze grupowe i ćwierćfinał przeciwko Jugosławii. Mimo to Cocu i drużyna zostali ponownie wyeliminowani po serii rzutów karnych w półfinale, tym razem przez Włochy. Holandia nie zakwalifikowała się do Mistrzostw Świata w 2002, będąc w grupie eliminacyjnej z Portugalią i Irlandią. W 2003 roku Cocu otrzymał swoją pierwszą czerwoną kartkę w towarzyskim meczu z Belgią. Holandia spisała się dobrze w kwalifikacjach do Euro 2004, przy czym Cocu strzelił dwa gole (oba w oddzielnych meczach przeciwko Austrii). Podczas Euro 2004 Cocu został wybrany na kapitana drużyny i występował we wszystkich meczach. W ćwierćfinale przeciwko Szwecji nie wykorzystał rzutu karnego w serii rzutów karnych, ale Holandii udało się wygrać. W półfinale drużyna została wyeliminowana przez drużynę gospodarzy - Portugalię. Po Euro 2004 Cocu stracił rolę kapitana na rzecz Edgara Davidsa, w wyniku decyzji podjętej przez nowego menedżera Marco van Bastena.
Holandia zakwalifikowała się do Mundialu 2006, a Cocu strzelił trzy gole w meczach kwalifikacyjnych. Cocu był członkiem pierwszej drużyny w większości meczów, ale we wrześniu 2005 roku otrzymał czerwoną kartkę w meczu z Andorą co oznaczało, że Cocu musiał pauzować w dwóch ostatnich meczach eliminacyjnych. Na Mistrzostwach Świata Holandia awansowała do fazy pucharowej, lecz już w 1/8 finału przegrała z Portugalią; Cocu miał okazję wyrównać wynik krótko po rozpoczęciu drugiej połowy, gdy trafił w poprzeczkę . Po turnieju Cocu zakończył karierę reprezentacyjną. Z 101 występami w Holandii, Cocu jest na ósmym miejscu pod względem występów w kadrze Holandii (stan na 18 października 2022.). Otrzymał pożegnanie i złotą tablicę za swoje zasługi przed meczem z Białorusią we wrześniu 2006. W 2011 roku Cocu otrzymał od KNVB honorowy tytuł „bondsridder”, przyznawany za zasługi dla rozwoju Holenderskiej piłki nożnej.

## Kariera trenerska
W kwietniu 2008 roku Cocu przyjął propozycje zostania asystentem trenera w reprezentacji Holandii. Jednocześnie pracował jako trener młodzieży w PSV Eindhoven, a po odejściu Huuba Stevensa został w tym klubie asystentem.
W marcu 2012 roku przejął pierwszą drużynę PSV po odejściu Freda Ruttena. Zadebiutował w lidze meczem z SC Heerenveen wygranym 5-1.